# Baggstedtsgården

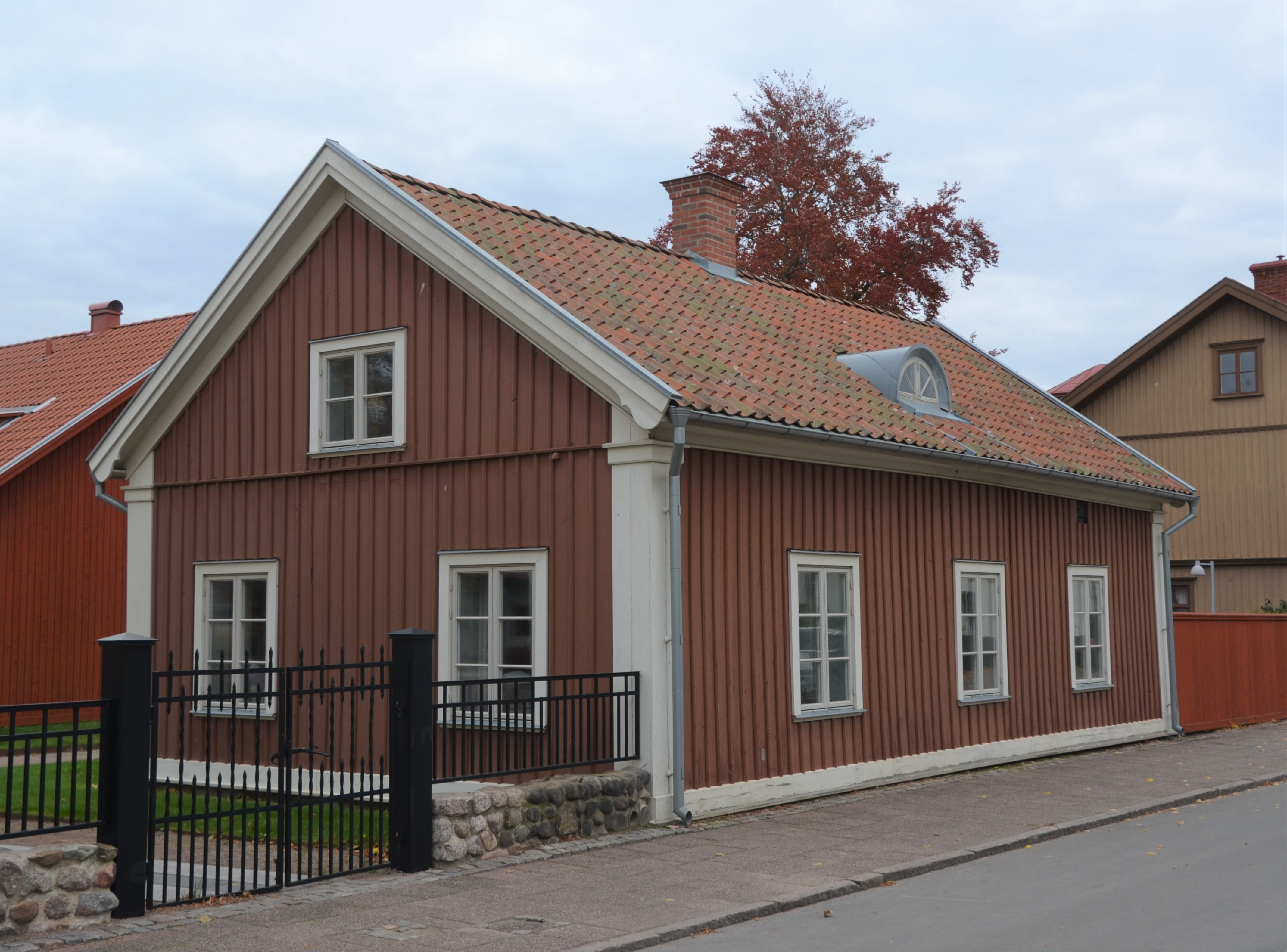
Kuskbostaden

Baggstedtsgården är bostadsbyggnad i Gamla staden i Hjo, som byggdes på 1870-talet, sannolikt på en äldre stomme som kanske är från 1700-talet. Den byggdes om under tidigt 1900-tal.
Gården har sitt namn efter Wilhelm Baggstedt, som köpte fastigheten 1877. Han var en av grundarna av Hjo Vattenkuranstalt och var också dess läkare. Den parkliknande trädgården utformades för Baggstedt av Johan Joseph Sternemann. 
Det fasadputsade bostadshuset i tre våningar har två flyglar i form av en uthuslänga och ett bostadshus som varit kuskbostad. Nere vid Hjoån finns ett sexkantigt lusthus från 1878. 
Två trevånings lägenhetshus och en radhuslänga har byggts på tomten på 2010-talet och delar av parken har restaurerats av landskapsarkitekten Rolf Efvergren.

## Bildgalleri

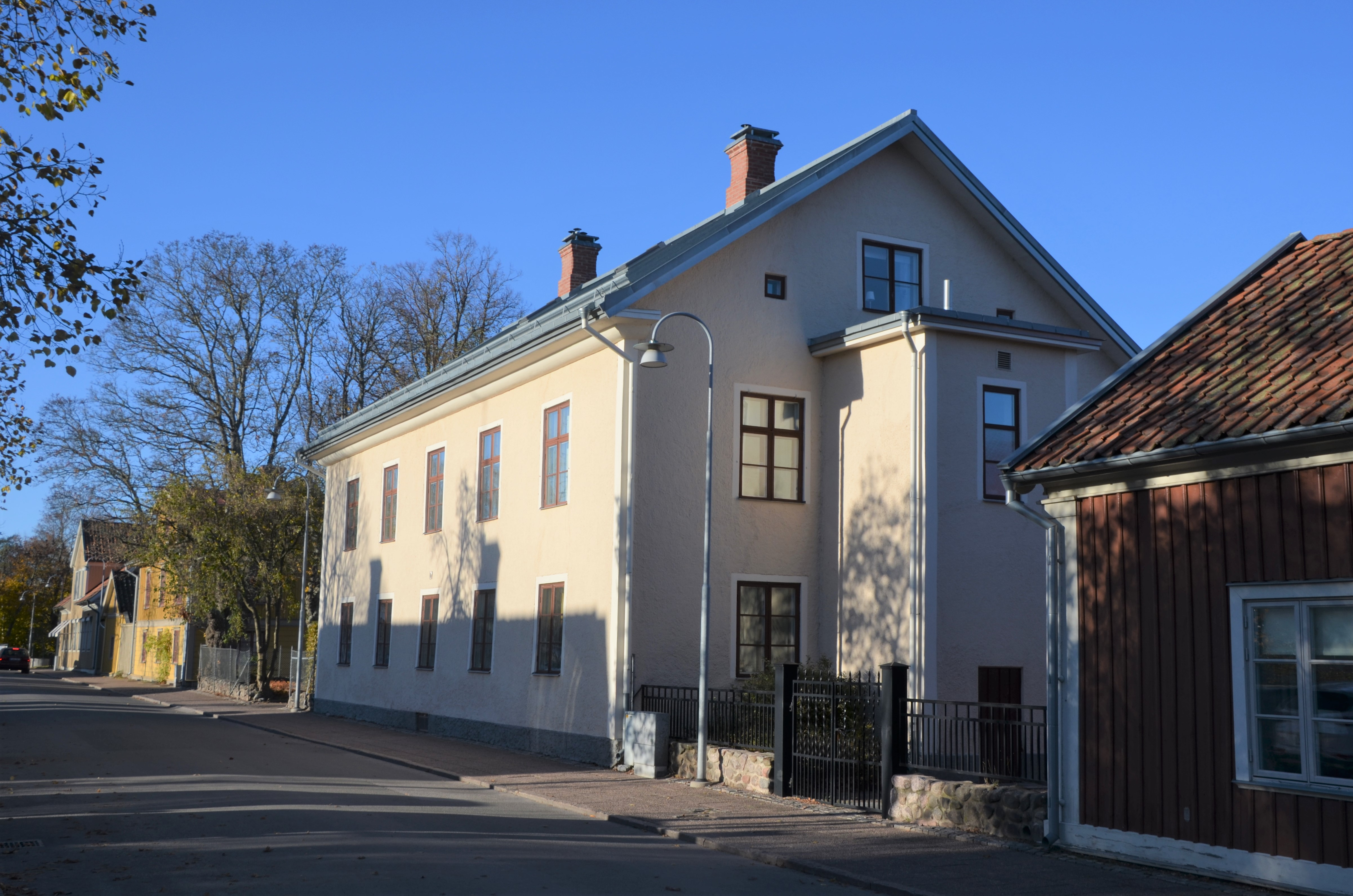
Fasaden mot Regeringsgatan
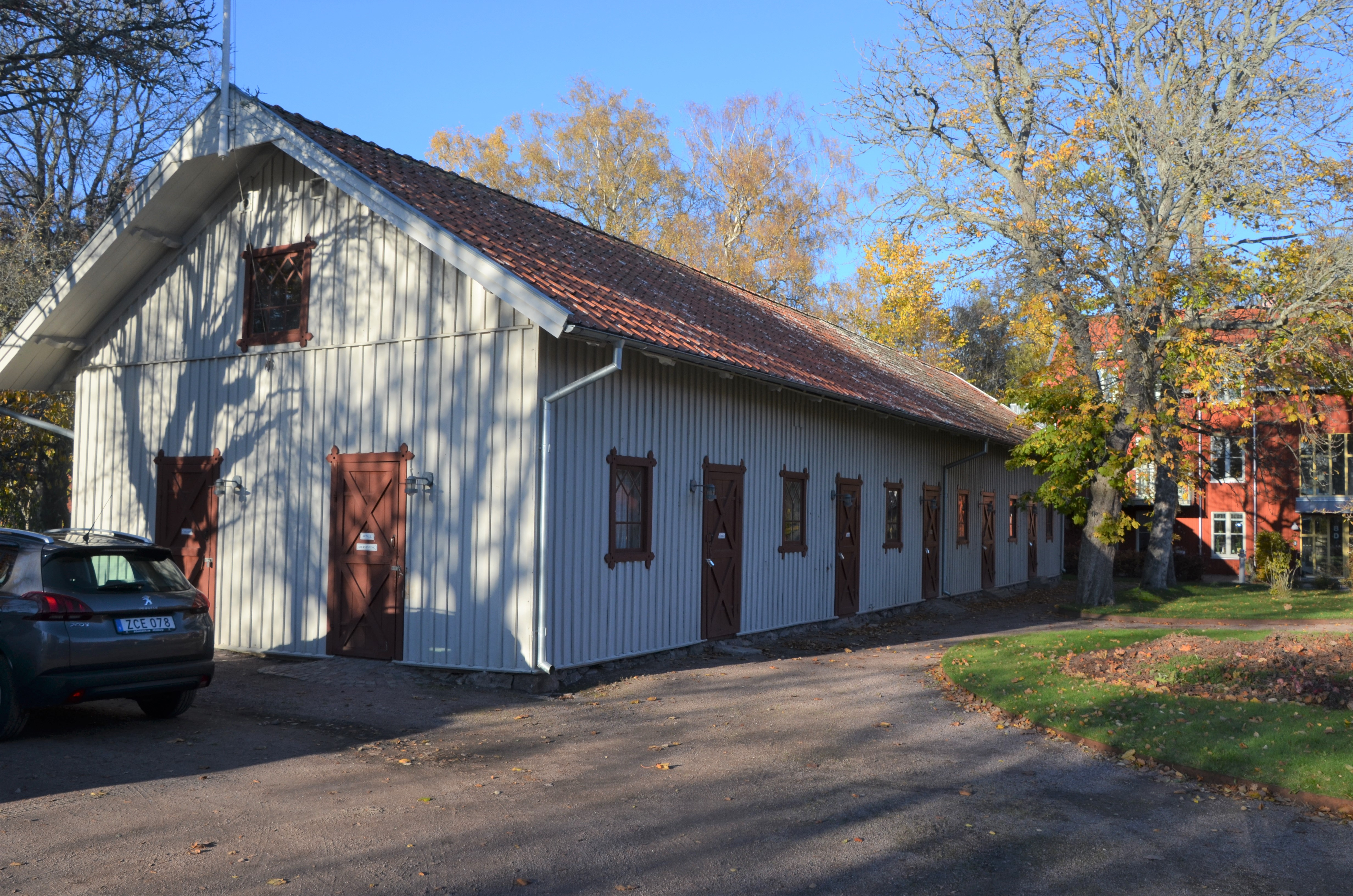
Uthuslängan längs Ånabacken
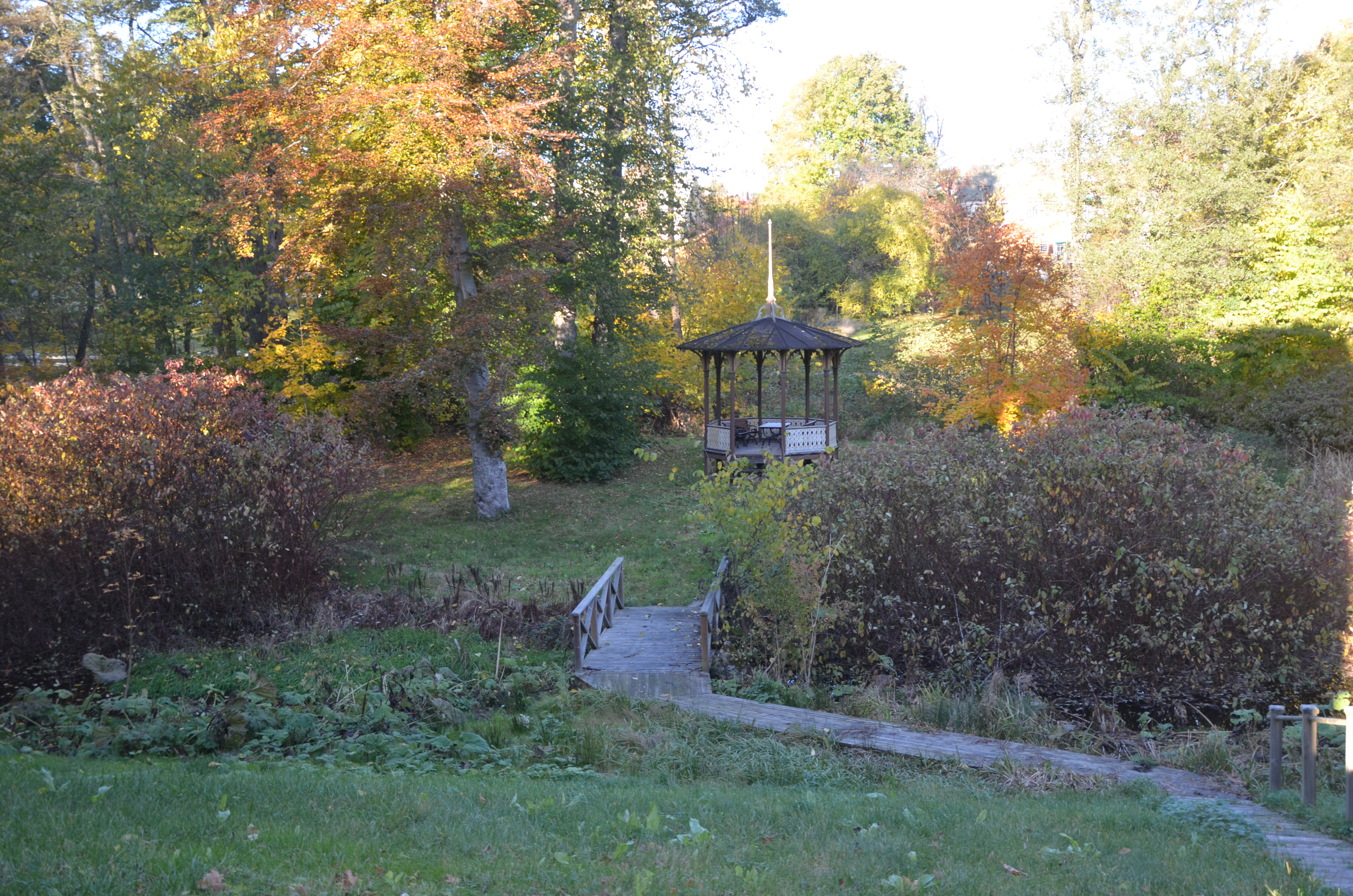
Lusthuset i parken vid Hjoån
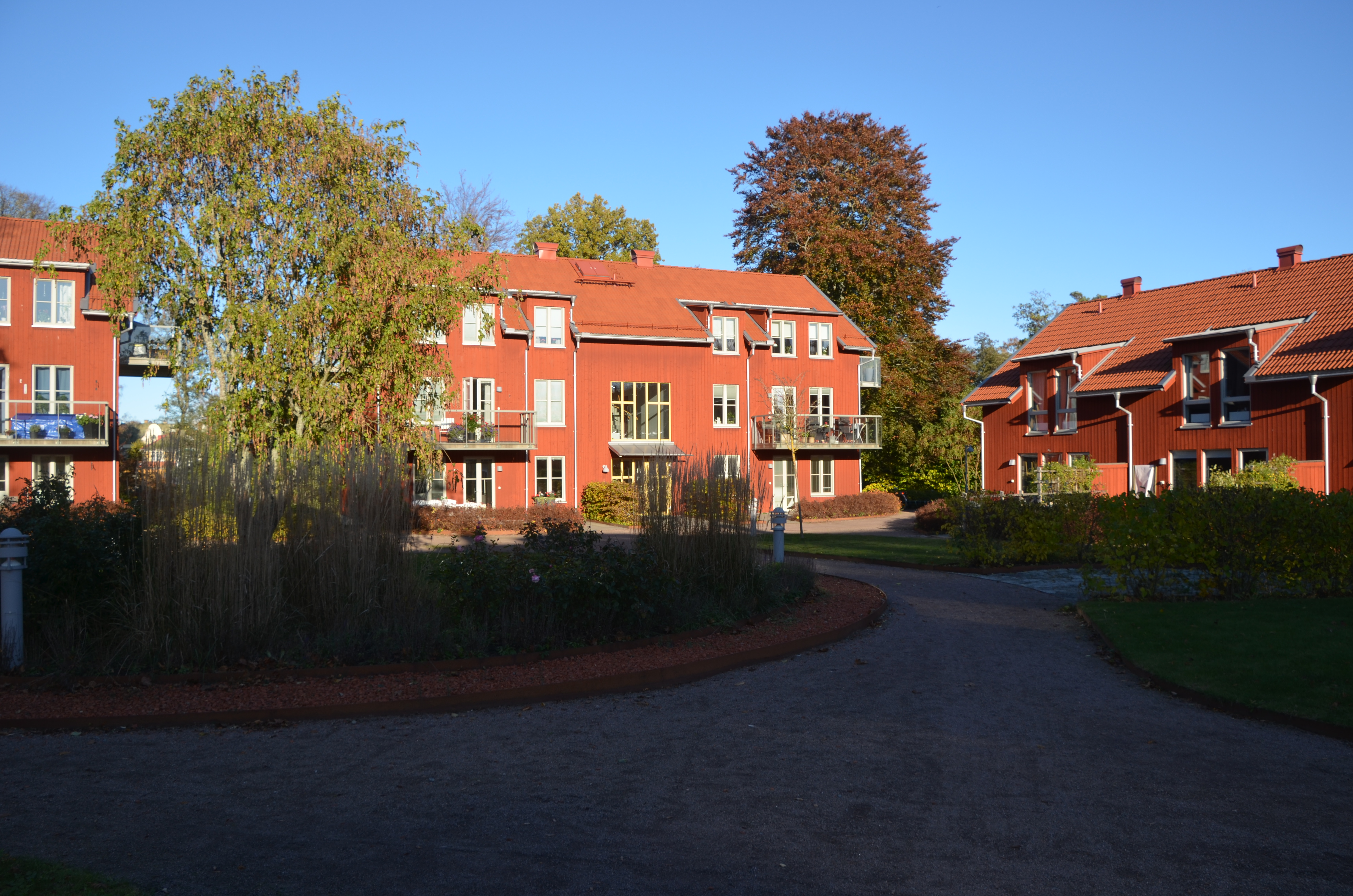
Flerfamiljshus på Baggstedtsgården